# Einsame Entscheidung
Einsame Entscheidung (Originaltitel: Executive Decision) ist ein US-amerikanischer Actionthriller aus dem Jahr 1996 unter der Regie von Stuart Baird. Die Hauptrollen sind mit Kurt Russell, David Suchet, Halle Berry, Steven Seagal und John Leguizamo besetzt.

## Handlung
David Grant ist ein Wissenschaftler, der häufig die Militärs berät. Er wird hinzugezogen, als eine Boeing 747 der Fluggesellschaft Oceanic Airlines während des Fluges von Athen nach Washington, D.C. (Oceanic Airlines Flug 343) entführt wird. Die an Bord befindlichen Terroristen unter Führung von Nagi Hassan fordern die Freilassung ihres Anführers. Grant vermutet allerdings, dass sie andere Pläne haben. Er geht davon aus, dass das Flugzeug eine Bombe mit gestohlenem, starken Nervengas DZ5 an Bord hat, mit der in der Hauptstadt der USA tausende Menschen getötet werden sollen.
Die Militärs nehmen Grants Vermutung ernst und realisieren die Idee des Ingenieurs Dennis Cahill: Eine Spezialeinheit wird mit einem neuartigen Stealth-Flugzeug, einer umgebauten F-117, an den Jumbo-Jet herangeführt und durch ein spezielles Verbindungsteil von unten in die 747 eingeschleust. Lt. Colonel Austin Travis führt die Einheit an, Grant und Cahill begleiten diese. Bei einem unerwarteten Manöver des Jumbo-Jets wird die Dichtung beschädigt, die für die Aufrechterhaltung des Luftdrucks in den beiden jetzt verbundenen Flugzeugen entscheidend ist. Travis muss zurückbleiben, schließt in letzter Sekunde die zum Einstieg benutzte Bodenluke und verhindert so die Zerstörung der 747 durch plötzliche Dekompression. Das Stealth-Flugzeug hingegen stürzt ab, Travis wird hinausgeschleudert, der Pilot rettet sich mit dem Schleudersitz. Auch hat sich der Bombenexperte der Einheit einen Wirbel gebrochen und ist jetzt bewegungsunfähig.
Im Flugzeug findet einer der drei unverletzten Soldaten tatsächlich eine Bombe mit dem Nervengas. Cahill versucht sie unter Anleitung des Bombenexperten zu entschärfen. Sie bemerken eine Aktivierung per Fernbedienung. Die anderen vier beobachten über Bohrlöcher den Passagierraum mit Endoskopen, Grant lässt die Flugbegleiterin Jean unter den Passagieren jemanden suchen, der ein elektronisches Gerät in den Händen hält.
Die USA schicken F-14-Abfangjäger, die das Flugzeug vor dem Erreichen des Luftraumes des Landes abschießen sollen. Grant und einer der Soldaten signalisieren im Morsecode durch das Ein- und Ausschalten der hinteren Positionslichter des Flugzeugs Informationen an die Piloten der Abfangjäger. Sie bitten um zehn zusätzliche Minuten Zeit, die gewährt werden.
Die Passagierkabine wird gestürmt, fast alle Terroristen erschossen. Im letzten Augenblick stellt sich heraus, dass der vermeintliche Terrorist unter den Passagieren harmlos ist. Der tatsächliche Terrorist aktiviert den Zündmechanismus der Bombe, die Sekundenbruchteile zuvor von Cahill entschärft wurde, und wird ebenfalls erschossen. Nagi Hassan erschießt vor seinem Tod noch die Piloten der Maschine. Grant, der selbst nur minimale Flugerfahrung auf kleinen Propellerflugzeugen hat, versucht mit Hilfe von Jean und der Betriebsanleitung die 747 zu landen. Sein Anflug auf dem Dulles International Airport bei Washington misslingt, er muss durchstarten. Anstatt eine Kehre zu fliegen, versucht er eine Landung auf dem nahe gelegenen und ihm bekannten Flugfeld „Frederick Field“. Die Landung gelingt. Allerdings rast der Jumbo-Jet über die viel zu kurze Landebahn hinaus und kommt erst in einem Erdhügel schwer beschädigt zum Stehen. In der Schlusssequenz lädt Grant Jean zu einem Kaffee ein.

## Kritiken
James Berardinelli bezeichnete den Film auf ReelViews als „solide“, obwohl ohne eine Botschaft an die Zuschauer. Er lobte die Darstellung von Kurt Russell, die er mit dem Stil von Bruce Willis in seinen Actionfilmen verglich. Berardinelli lobte außerdem die schauspielerischen Leistungen von John Leguizamo, Joe Morton, Oliver Platt und B. D. Wong.
Das Lexikon des internationalen Films schrieb: „Ein geschickt inszenierter Actionfilm, der seine Spannung mehr aus technischen Details als aus dem Verhalten der Fanatiker bezieht. Die mangelnde Glaubwürdigkeit wird durch verblüffende Wendungen und ein ironisches Ende überspielt.“

## Hintergrund
Der Film spielte in den US-amerikanischen Kinos etwa 56,6 Millionen US-Dollar ein, international etwa 122 Millionen US-Dollar.

## Auszeichnungen
- Kurt Russell und Halle Berry gewannen für ihre Rollen den Filmpreis Blockbuster Entertainment Award.
- John Leguizamo wurde für den NCLR Bravo Award nominiert.
- Steven Seagal wurde für den Spottpreis Goldene Himbeere als schlechtester Nebendarsteller nominiert.

## Synchronisation
Die deutsche Synchronisation entstand bei der Berliner Synchron GmbH Wenzel Lüdecke unter der Dialogregie von Thomas Danneberg und nach dem Dialogbuch von Johanna Schneider.
| Rolle                               | Darsteller     | Synchronsprecher      |
| ----------------------------------- | -------------- | --------------------- |
| David Grant                         | Kurt Russell   | Manfred Lehmann       |
| Lt. Colonel Austin Travis           | Steven Seagal  | Thomas Wolff          |
| Jean                                | Halle Berry    | Maud Ackermann        |
| Hauptmann Carlos Lopez              | John Leguizamo | Andreas Fröhlich      |
| Dennis Cayhil                       | Oliver Platt   | Stefan Fredrich       |
| Nagi Hassan                         | David Suchet   | Joachim Kerzel        |
| Sgt. Matheny                        | Joe Morton     | Detlef Bierstedt      |
| Sgt. Louie                          | B. D. Wong     | Johannes Berenz       |
| Verteidigungsminister Charles White | Len Cariou     | Joachim Nottke        |
| Sgt. Baker                          | Whip Hubley    | Stefan Staudinger     |
| Senator Mavros                      | J. T. Walsh    | Gerd Holtenau         |
| Botschafter Donaldson               | Warren Munson  | Wolfgang Lohse        |
| General Wood                        | Ken Jenkins    | Lutz Mackensy         |
| Nancy                               | Marla Maples   | Andrea Kathrin Loewig |